# Arizona (Band)
Arizona (Eigenschreibweise: A R I Z O N A) sind eine US-amerikanische Indietronic-Band aus Boston.

## Bandgeschichte
Die drei Bandmitglieder, Sänger Zach Hannah, Gitarrist Nate Esquite und Keyboarder David Labuguen, stammen ursprünglich aus New Jersey und besuchten alle drei das Emerson College und das Berklee College of Music in Boston. Hannah und Esquite hielten sich 2014 einige Zeit in Europa auf und ließen sich dort musikalisch inspirieren. In Boston gründeten sie mit Labuguen die Band Arizona und begannen über YouTube und SoundCloud mit der Verbreitung von Songs. Ende 2015 hatten sie bereits einen Plattenvertrag mit Atlantic Records.
Eine ihrer ersten Singles war I Was Wrong. Zuerst bekam sie noch keine große Aufmerksamkeit und das für Sommer 2016 geplante Debütalbum wurde erst einmal zurückgestellt. Erst ein Remix von Robin Schulz brachte den Durchbruch. Der Remix brachte es auf 5,5 Millionen Abrufe, das Original noch einmal auf 4 Millionen bei YouTube, fast 16 Millionen Mal wurde das Lied bei Spotify gestreamt. I Was Wrong kam in den USA in die Dance- und in die Rockcharts und in Europa in Deutschland und Österreich, aber auch in Schweden und Frankreich in die offiziellen Charts. Anfang 2017 landeten sie mit Oceans Away einen weiteren Charterfolg. Am 19. Mai 2017 wurde ihr Debütalbum Gallery veröffentlicht, woraufhin es eine Platzierung in den US-amerikanischen Album-Charts erlangte.
In Zusammenarbeit mit dem schwedischen Produzenten Avicii entstand das Lied Hold the Line, welches Teil seiner Avīcii-EP-Serie werden sollte. Nach seinem plötzlichen Tod im April 2018 stellten sie den Song gemeinsam mit seinem Kindheitsfreund Lucas von Bahder für das posthume Studioalbum Tim fertig.

## Diskografie
Alben
- 2017: Gallery
- 2019: Asylum

Livealben
- 2017: U.S. of A.Z.

Lieder
- 2015: Let Me Touch Your Fire
- 2015: I Was Wrong
- 2016: Where I Wanna Be
- 2016: People Crying Every Night
- 2016: I Was Wrong (Robin Schulz Remix)
- 2016: Cross My Mind
- 2017: Oceans Away (US: Gold)
- 2017: Electric Touch
- 2018: Summer Days
- 2018: Freaking Out

Gastbeiträge
- 2017: Take Her Place (Don Diablo feat. A R I Z O N A)

## Auszeichnungen für Musikverkäufe
| Goldene Schallplatte - Frankreich - 2018: für die Single Oceans Away - Italien - 2017: für die Single Oceans Away - Kanada - 2018: für die Single Oceans Away |

Anmerkung: Auszeichnungen in Ländern aus den Charttabellen bzw. Chartboxen sind in ebendiesen zu finden.
| Land/RegionAuszeichnungen für Musikverkäufe (Land/Region, Auszeichnungen, Verkäufe, Quellen) | Gold     | Platin | Verkäufe | Quellen           |
| -------------------------------------------------------------------------------------------- | -------- | ------ | -------- | ----------------- |
| Deutschland (BVMI)                                                                           | Gold1    | —      | 200.000  | musikindustrie.de |
| Frankreich (SNEP)                                                                            | Gold1    | —      | 75.000   | snepmusique.com   |
| Italien (FIMI)                                                                               | Gold1    | —      | 25.000   | fimi.it           |
| Kanada (MC)                                                                                  | Gold1    | —      | 40.000   | musiccanada.com   |
| Vereinigte Staaten (RIAA)                                                                    | Gold1    | —      | 500.000  | riaa.com          |
| Insgesamt                                                                                    | 5× Gold5 | —      |          |                   |